# Sakamoto Hanjirō

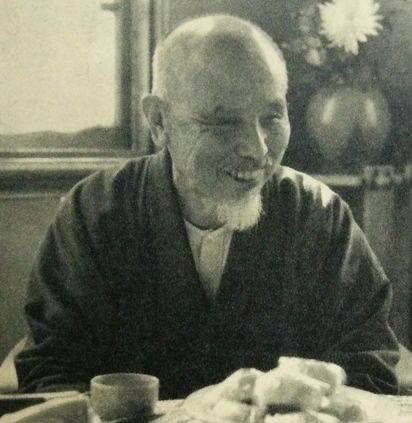
Sakamoto, 1956

Sakamoto Hanjirō (japanisch 坂本 繁二郎; 2. März 1882 in Kurume, Präfektur Fukuoka – 14. Juli 1969) war ein japanischer Maler der Yōga-Richtung.

## Leben und Werk
Sakamoto ging 1901 zusammen mit seinem gleichaltrigen Freund Aoki Shigeru, der auch aus Kurume stammte,  nach Tokyo, um unter Koyama Shōtarō (小山 正太郎) an dessen Schule Fudō-sha und an der Kunstschule der Taiheiyō Gakai (太平洋画会) Malerei zu studieren. Er zeigte seine Bilder früh in den Ausstellungen der Teiheiyō Gakai, sowie in der 4. und 5. Ausstellung der „Bunten“, wobei er 1910 und 1911 im Rahmen Letzterer mit Preisen für seine Werke „Kleider trocknen“ (張物, Harimono) und „Küste“ (海岸, Kaigan) erhielt. Auf der 6. Bunten-Ausstellung 1912 wurde Natsume Sōseki auf sein Ölbild „Gedämpftes Sonnenlicht“ (薄れ日, Usurebi) aufmerksam, was ihn mit einem Schlag berühmt machte. In dieser Zeit arbeitete Sakamoto mit Yamamoto Kanae zusammen bei der Herausgabe der Zeitschrift Hōsun (方寸).
1914 war Sakamoto einer der Gründer der Künstlervereinigung Nika-kai und stellte in den folgenden Jahren Werke in dem von ihm gefundenen Stil aus, der sich durch schwache Konturen und eine leicht abgestufte helle Farbigkeit auszeichnet. Während seines Frankreich-Aufenthaltes von 1921 bis 1924 entwickelte er seinen Stil weiter. Werke aus dieser Zeit sind „Bretagne-Landschaft“ (ブルターニュ風景, Burutānyu fūkei) und „Frau mit Hut“ (帽子を持てる女, Bōshi o moteru onna). Nach seiner Rückkehr mied er die Großstadt und kehrte nach Kurume zurück. 1931 ließ er sich dann in Yame (Präfektur Fukuoka) nieder, wo er den Rest seines Lebens verbrachte. Eine Zeit lang waren Pferde sein Hauptthema, während der vierziger Jahre malte er Stillleben mit Motiven seiner Umgebung. 1944 zog er sich aus der Nika-kai zurück.
Nach dem Kriege beschäftigte Sakamoto sich mit dem Nō, dessen Masken er in Bildern festhielt. 1946 wurde er in die Akademie der Künste gewählt, lehnte aber den Beitritt ab. Er schloss sich keiner Künstlervereinigung mehr an und stellte unabhängig aus. Im Jahr 1948 ließ Sakamoto eine Reihe von Farbholzschnitten mit Landschaften drucken, die aus klaren Flächen aufgebaut sind. In seinen letzten Jahren wurde er mehrfach ausgezeichnet: So erhielt er 1954 den Großen Preis für Kunst der Zeitung Mainichi Shimbun, 1956 den japanischen Kulturorden und 1963 der Asahi-Kulturpreis der Zeitung Asahi Shimbun, hielt sich aber weiter vom Kunstbetrieb fern.
Weitere Werke Sakamotos sind: „Kühe an der Küste“ (海岸の牛, Kaigan no ushi, 1914), „Pariser Vorstadt“ (パリ郊外, Pari kōgai, 1923), „Drei weidende Pferde“ (放牧三馬, Hōboku samba, 1932), „Aus dem Wasser kommendes Pferd“ (水より上がる馬, Mizu yori agaru uma, 1937), „Wand“ (壁, Kabe, 1954) und „Mond“ (月, Tsuki, 1967).